# Sechserpack (Fernsehserie)/Episodenliste

Logo von Sechserpack

Diese Liste der Sechserpack-Episoden enthält alle Episoden der deutschen Fernsehserie Sechserpack, sortiert nach der deutschen Erstausstrahlung. Sechserpack wurde von 2003 bis 2009 auf Sat.1 ausgestrahlt und umfasst sieben Staffeln mit 91 Episoden und zwei Best-Ofs.

## Staffel 1
Die erste Staffel wurde von dem 19. September bis zum 19. Dezember 2003 auf Sat.1 mit 13 Episoden ausgestrahlt.
| Nr. (ges.) | Nr. (St.) | Originaltitel     | Erstausstrahlung Deutschland |
| ---------- | --------- | ----------------- | ---------------------------- |
| 1          | 1         | Shopping          | 19. Sep. 2003                |
| 2          | 2         | Heiraten          | 26. Sep. 2003                |
| 3          | 3         | Erotik & Sex      | 10. Okt. 2003                |
| 4          | 4         | Schönheit         | 17. Okt. 2003                |
| 5          | 5         | Geld              | 24. Okt. 2003                |
| 6          | 6         | Recht & Ordnung   | 31. Okt. 2003                |
| 7          | 7         | Essen & Trinken   | 7. Nov. 2003                 |
| 8          | 8         | Freizeit & Hobbys | 14. Nov. 2003                |
| 9          | 9         | Gesundheit        | 21. Nov. 2003                |
| 10         | 10        | Musik             | 28. Nov. 2003                |
| 11         | 11        | Kollegen          | 5. Dez. 2003                 |
| 12         | 12        | Nacht             | 12. Dez. 2003                |
| 13         | 13        | Feiern & Feste    | 19. Dez. 2003                |

## Staffel 2
Die zweite Staffel wurde von dem 21. Mai bis zum 15. Oktober 2004 auf Sat.1 mit 13 Episoden ausgestrahlt.
| Nr. (ges.) | Nr. (St.) | Originaltitel      | Erstausstrahlung Deutschland |
| ---------- | --------- | ------------------ | ---------------------------- |
| 14         | 1         | Guten Morgen       | 21. Mai 2004                 |
| 15         | 2         | Wochenende         | 28. Mai 2004                 |
| 16         | 3         | Urlaub             | 4. Juni 2004                 |
| 17         | 4         | Sport & Fitness    | 11. Juni 2004                |
| 18         | 5         | Männer & Frauen    | 18. Juni 2004                |
| 19         | 6         | Schöner Wohnen     | 25. Juni 2004                |
| 20         | 7         | Unterwegs          | 9. Juli 2004                 |
| 21         | 8         | Freunde & Familie  | 16. Juli 2004                |
| 22         | 9         | Leben & Tod        | 16. Juli 2004                |
| 23         | 10        | Trendy             | 30. Juli 2004                |
| 24         | 11        | Liebe              |                              |
| 25         | 12        | Leib & Seele       | 6. Aug. 2004                 |
| 26         | 13        | Beruf und Karriere | 15. Okt. 2004                |

## Staffel 3
Die dritte Staffel wurde im Jahr 2005 auf Sat.1 mit 13 Episoden ausgestrahlt.
| Nr. (ges.) | Nr. (St.) | Originaltitel                     | Erstausstrahlung Deutschland |
| ---------- | --------- | --------------------------------- | ---------------------------- |
| 27         | 1         | Die Zwei                          |                              |
| 28         | 2         | Nichts als Arbeit                 |                              |
| 29         | 3         | Rot                               | 28. Okt. 2005                |
| 30         | 4         | Singles                           | 4. Nov. 2005                 |
| 31         | 5         | Film, Funk & Fernsehen            | 11. Nov. 2005                |
| 32         | 6         | Geniesser & Spiesser              | 18. Nov. 2005                |
| 33         | 7         | Magie & Übersinnliches            | 25. Nov. 2005                |
| 34         | 8         | Große Gefühle                     | 9. Dez. 2005                 |
| 35         | 9         | Deutschland ist schön             |                              |
| 36         | 10        | Hypochonder und andere Neurotiker |                              |
| 37         | 11        | Reines Vergnügen                  |                              |
| 38         | 12        | Großstädter & Landeier            |                              |
| 39         | 13        | Gangster, Gauner & Ganoven        |                              |

## Staffel 4
Die vierte Staffel wurde im Jahr 2006 auf Sat.1 mit 13 Episoden ausgestrahlt.
| Nr. (ges.) | Nr. (St.) | Originaltitel               | Erstausstrahlung Deutschland |
| ---------- | --------- | --------------------------- | ---------------------------- |
| 40         | 1         | Sommer, Sonne, Sonnenschein | 29. Sep. 2006                |
| 41         | 2         | Mobbing & Jobbing           | 6. Okt. 2006                 |
| 42         | 3         | Kaffee & Kuchen             | 13. Okt. 2006                |
| 43         | 4         | Die lieben Nachbarn         | 20. Okt. 2006                |
| 44         | 5         | Gestern, Heute & Morgen     | 27. Okt. 2006                |
| 45         | 6         | Gewinner & Verlierer        | 3. Nov. 2006                 |
| 46         | 7         | Flimmerkiste                | 10. Nov. 2006                |
| 47         | 8         | Verliebt & Verlassen        | 17. Nov. 2006                |
| 48         | 9         | Feierabend                  | 24. Nov. 2006                |
| 49         | 10        | In & Out                    | 1. Dez. 2006                 |
| 50         | 11        | Das erste Mal               | 8. Dez. 2006                 |
| 51         | 12        | Reich & Schön               | 15. Dez. 2006                |
| 52         | 13        | Märchen                     | 21. Dez. 2006                |

## Staffel 5
Die fünfte Staffel wurde im Jahr 2007 auf Sat.1 mit 13 Episoden ausgestrahlt.
| Nr. (ges.) | Nr. (St.) | Originaltitel              | Erstausstrahlung Deutschland |
| ---------- | --------- | -------------------------- | ---------------------------- |
| 53         | 1         | Total Verknallt            | 7. Sep. 2007                 |
| 54         | 2         | Ab ins Grüne               | 14. Sep. 2007                |
| 55         | 3         | Verwandt & Verschwägert    | 21. Sep. 2007                |
| 56         | 4         | Bauch, Beine, Po           | 28. Sep. 2007                |
| 57         | 5         | Tapetenwechsel             | 5. Okt. 2007                 |
| 58         | 6         | Hotel, Hotel               | 12. Okt. 2007                |
| 59         | 7         | Mahlzeit!                  | 19. Okt. 2007                |
| 60         | 8         | Helden des Alltags         | 26. Okt. 2007                |
| 61         | 9         | Klugscheißer & Wichtigtuer | 2. Nov. 2007                 |
| 62         | 10        | Heimwerker & Handwerker    | 9. Nov. 2007                 |
| 63         | 11        | Wasser                     | 16. Nov. 2007                |
| 64         | 12        | Gesucht & Gefunden         | 23. Nov. 2007                |
| 65         | 13        | Spiel, Spaß & Spannung     | 30. Nov. 2007                |

## Staffel 6
Die sechste Staffel wurde vom 10. Oktober 2008 bis zum 9. Januar 2009 auf Sat.1 mit 13 Episoden ausgestrahlt.
| Nr. (ges.) | Nr. (St.) | Originaltitel        | Erstausstrahlung Deutschland |
| ---------- | --------- | -------------------- | ---------------------------- |
| 66         | 1         | Feste Feiern         | 10. Okt. 2008                |
| 67         | 2         | Freunde & Feinde     | 17. Okt. 2008                |
| 68         | 3         | Pause!               | 24. Okt. 2008                |
| 69         | 4         | Extrem sportlich     | 31. Okt. 2008                |
| 70         | 5         | Rätsel & Geheimnisse | 7. Nov. 2008                 |
| 71         | 6         | Automobil            | 14. Nov. 2008                |
| 72         | 7         | Von Kopf bis Fuß     | 21. Nov. 2008                |
| 73         | 8         | Papier               | 28. Nov. 2008                |
| 74         | 9         | Stadt, Land, Fluss   | 5. Dez. 2008                 |
| 75         | 10        | Polizei              | 12. Dez. 2008                |
| 76         | 11        | Gewusst Wie!         | 19. Dez. 2008                |
| 77         | 12        | Sonne, Mond & Sterne | 2. Jan. 2009                 |
| 78         | 13        | Lust & Leidenschaft  | 9. Jan. 2009                 |

## Staffel 7
Die ersten 11 Folgen der siebten Staffel wurden vom 4. September 2009 bis zum 7. Mai 2010  auf Sat.1 ausgestrahlt. Folge 12 wurde erst am 28. Juni 2014  auf Sat.1 ausgestrahlt. Die Erstausstrahlung der 13. Episode erfolgte am 29. Dezember 2017 auf Sky 1.
| Nr. (ges.) | Nr. (St.) | Originaltitel                 | Erstausstrahlung Deutschland |
| ---------- | --------- | ----------------------------- | ---------------------------- |
| 79         | 1         | Andere Länder, andere Sitten  | 4. Sep. 2009                 |
| 80         | 2         | Gefühlsecht                   | 4. Sep. 2009                 |
| 81         | 3         | In Arbeit                     | 11. Sep. 2009                |
| 82         | 4         | Landleben                     | 11. Sep. 2009                |
| 83         | 5         | Tanzen                        | 18. Sep. 2009                |
| 84         | 6         | Klatsch & Tratsch             | 18. Sep. 2009                |
| 85         | 7         | Trick 17                      | 25. Sep. 2009                |
| 86         | 8         | Mensch & Tier                 | 25. Sep. 2009                |
| 87         | 9         | Schräg & Abgefahren           | 30. Apr. 2010                |
| 88         | 10        | Halbgötter in Weiß            | 30. Apr. 2010                |
| 89         | 11        | Knapp vorbei ist auch daneben | 7. Mai 2010                  |
| 90         | 12        | Die 80er                      | 28. Juni 2014                |
| 91         | 13        | Weihnachten                   | 29. Dez. 2017                |

## Specials
| Nr. (ges.) | Nr. (St.) | Originaltitel | Erstausstrahlung Deutschland |
| ---------- | --------- | ------------- | ---------------------------- |
| 1          | 1         | Best of (1)   | 7. Dez. 2007                 |
| 2          | 2         | Best of (2)   | 14. Dez. 2007                |